# Паринтинский фольклорный фестиваль
Паринтинский фольклорный фестиваль (порт. Festival Folclórico de Parintins) — ежегодный карнавал в Паринтинсе, штат Амазонас, Бразилия, проходящий с 1965 года.

## Описание
Фестиваль заключается в представлении в жанре бумба-меу-бой, разыгрывающем легенду о том, как отец Франциско убил лучшего быка на ферме, где он работал, чтобы выполнить желание беременной жены, за что он был арестован, но избежал наказания, поскольку шаман возродил быка.
Представление проходит на специальном стадионе, Бумбодроме (порт. Bumbódromo), вмещающем 35 тысяч человек, на протяжении трёх дней в конце июня. Оно осуществляется двумя соперничающими командами, изображающими синего быка Гарантидо (порт. Garantido) и красного быка Капричозо (порт. Caprichoso). Каждый день обе команды показывают по 2.5-часовому представлению, включающему исполнение сюжетов из местной культуры, музыку и танцы.
Зрители также участвуют в соперничестве, поддерживая свою команду и молча во время выступления команды соперника, иначе их команда потеряет очки. Команда-победитель выбирается группой судей, приезжающих из других городов.

## Достижения
Ежегодно в карнавале участвует порядка 80 тысяч человек, благодаря чему число людей в городе Паринтинсе удваивается. Зрители прилетают или приплывают на 600 чартерных рейсах из других городов.
По данным The Telegraph, Паринтинский фольклорный фестиваль является вторым самым крупным карнавалом Бразилии после карнавала в Рио-де-Жанейро.
В 2019 году фестиваль был включён в перечень культурного наследия Бразилии Национальным институтом исторического и художественного наследия (IPHAN).
В 2025 году Паринтинский фольклорный фестиваль удостоен бразильского ордена Культурных заслуг.